# فیلیپ دوم دو توسی
فیلیپ دوم دو توسی (لاتین: Philippe II de Toucy از اشراف ایتالیایی و ارباب لاترزا و همچنین کنت اسمی و افتخاری کنت‌نشین طرابلس و شاهزاده‌نشین انطاکیه بود. همچنین او فرزند لوچیا، کنت طرابلس، و همسرش نارجو دو توسی ارباب لاترزا و فرمانده پادشاهی آلبانی بود که پس از سال ۱۲۷۸ در اوسر به دنیا آمد. فیلیپ به همراه پدر و مادرش پس از سقوط طرابلس عازم دربار پادشاهی ناپل شدند تا سرانجام پدرش در ۱۲۹۳ درگذشت تا او وارث املاک و اراضی پدرش شود.
در سال ۱۲۹۹ با النور آنژو، دختر شارل دوم آنژو، ازدواج کرد اما در همان سال مادر خود را نیز از دست داد تا عنوان افتخاری شاهزاده انطاکیه و کنت طرابلس را به ارث ببرد. با این حال ازدواج وی با النور در سال ۱۳۰۰ توسط پاپ بونیفاس هفتم لغو شد. اطلاعات دقیقی از تاریخ مرگ وی وجود ندارد ولی گمان می‌روند وی همان حوالی سال ۱۳۰۰ درگذشته باشد.